# Plan des Cavalles
Le Plan des Cavalles, autrefois orthographié Plan des Cavales, est un plateau de France situé en Isère, dans le massif des Grandes Rousses, au-dessus de la station de sports d'hiver de l'Alpe d'Huez.

## Géographie
Le plateau s'étire du nord-nord-est au sud sur environ sept kilomètres de longueur entre les col du Couard et celui du Lac Blanc pour une largeur de quelques centaines de mètres à un kilomètre. Il s'élève entre 2 300 et 2 700 mètres sous les plus hauts sommets des Grandes Rousses à l'est (3 464 mètres d'altitude au pic de l'Étendard) et les Petites Rousses à l'ouest qui marquent son rebord occidental dominant la vallée de l'Eau d'Olle à environ 800 mètres d'altitude. Il comporte de nombreux lacs à chapelet dont ceux de la Jasse, de Balme Rousse, de la Fare et du Milieu sous le col du Lac Blanc — le lac Blanc se trouve quant à lui sur l'autre versant du col et d'autres lacs glaciaires se trouvent plus en altitude à l'est.
Le domaine skiable de l'Alpe d'Huez, d'Oz-en-Oisans et de Vaujany s'étend au sud et à l'ouest du plateau qui reste à l'écart des aménagements touristiques de la station. Seuls quelques sentiers de randonnée permettent d'y accéder. La moitié septentrionale du plateau est incluse dans le champ de tir temporaire du Galibier-Grandes Rousses. Les paysages, la faune et la flore alpine du Plan des Cavalles est protégé par une ZNIEFF de type I,.